# Chiwana
Chiwana ist ein Verwaltungsbezirk (Ward) des Distrikts Tunduru in der tansanischen Region Ruvuma.

## Geografie
Chiwana liegt im Süden von Tansania etwa 25 Kilometer Luftlinie südwestlich der Distrikthauptstadt Tunduru. Der Bezirk grenzt im Norden an Kidodoma, im Nordosten an Mlingoti Magharibi, im Osten an Mtina, im Süden an Mbesa und im Westen an Nampungu. Bei der Volkszählung 2022 lebten 4987 Menschen in 1319 Haushalten auf einer Fläche von 247 Quadratkilometern.

## Gliederung
Der Bezirk besteht aus drei Gemeinden (Mtaa) mit zehn Orten (Kitongoji):
| Chiwana - Songambele - Ujamaa - Chiwana - Mnausi | Umoja - Umoja - Namasakata - Chemka | Mkandu - Chimbuko - Kiboko - Luwawa |

## Wirtschaft und Infrastruktur
- Gesundheit: Im Hauptort Chiwana liegt eine staatliche Apotheke.[8]
- Wasser: Im Jahr 2021 wurde in Chiwana ein Wassertank mit 8 Wasserentnahmestellen errichtet. Dieser versorgt 5600 Menschen mit sauberem Wasser.[9]